# Zygoballus sexpunctatus

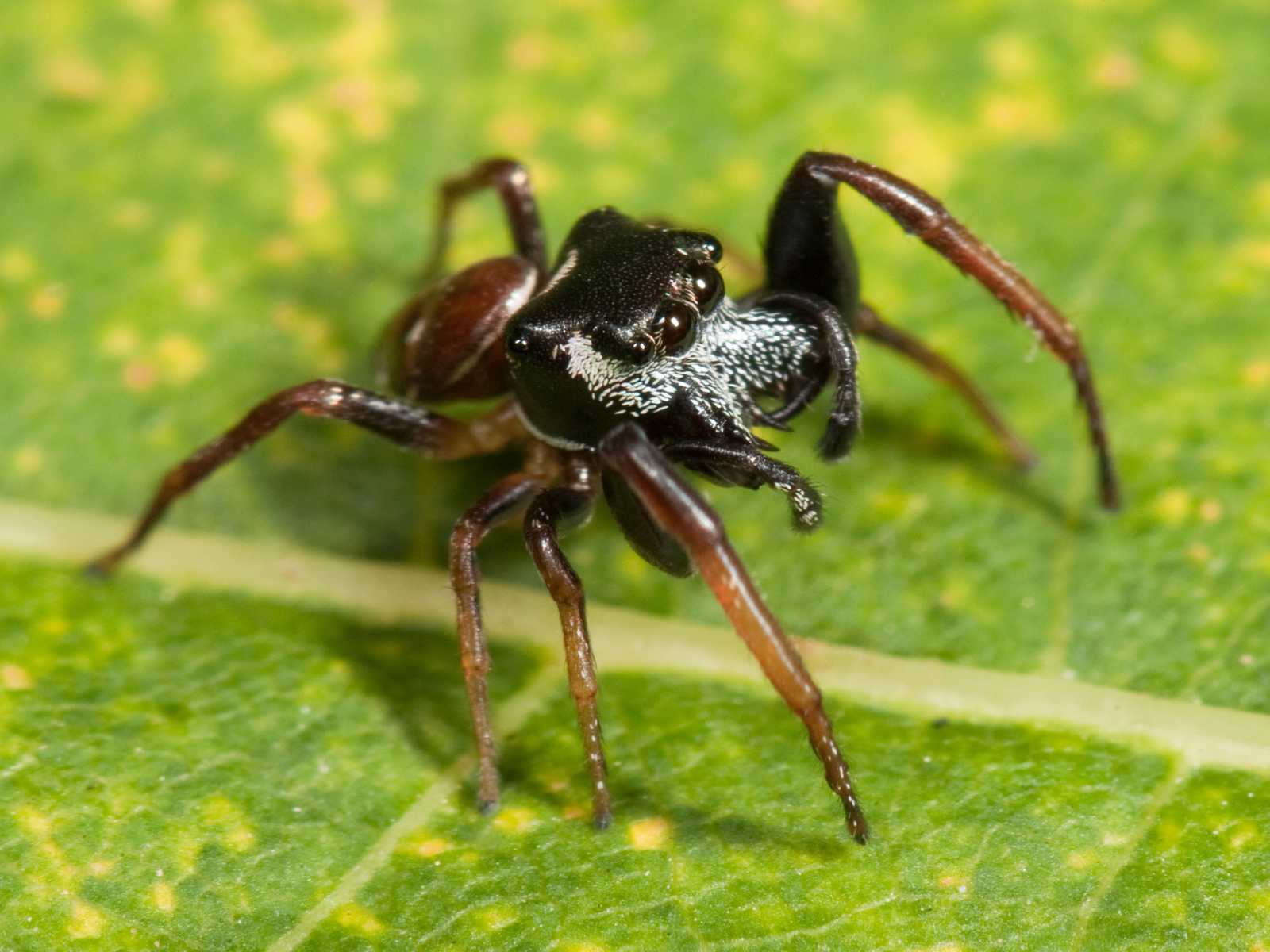
Самец

Zygoballus sexpunctatus (лат.) — вид мелких пауков-скакунов из рода Zygoballus (Salticidae), обитающий на юго-востоке США, где его можно встретить в различных травянистых местах. Взрослые пауки достигают в длину от 3 до 4,5 мм. Головогрудь и брюшко от бронзового до чёрного цвета, ноги красновато-коричневые или желтоватые. Самец имеет характерные увеличенные хелицеры (ротовые части, используемые для захвата добычи) и передние бёдра (третий и, как правило, самый крупный сегмент ноги). Как и у многих прыгающих пауков, самцы Z. sexpunctatus демонстрируют ритуализированное ухаживание и агонистическое поведение.

## Этимология
Видовое название происходит от латинского sex, означающего «шесть», и punctum, означающего «пятно». Это отсылка к шести пятнам, обычно имеющимся на брюшке самца.

## Таксономия
Впервые этот вид был в описан 1845 году американским арахнологом Николасом Марселлусом Хентцем (Nicholas Marcellus Hentz, 1797—1856) в журнале Boston Journal of Natural History по типовым материалам из Северной Каролины (США). Хентц назвал вид Attus sexpunctatus и описал его следующим образом:
«Черный; головогрудь с двумя задними глазами у основания, которое широкое и внезапно наклоняется почти под прямым углом к верхней поверхности, хелицеры с сильным внутренним зубом и длинным изогнутым клыком; брюшко с шестью точками и линией впереди, белое; ноги, 1. 4. 2. 3., первая пара с увеличенными бедрами и довольно длинные».
Хентц отнёс A. sexpunctatus к подродовой группе Pugnatoriae, в которую входили пауки-скакуны, у которых первая пара ног была самой длинной, за ней по размерам следовала четвёртая пара. Позже энтомологи отказались от этой классификации, которую сам Хентц признавал «несколько искусственной». В 1888 году, после признания Zygoballus самостоятельным родом, американские арахнологи Джордж и Элизабет Пекхэмы переименовали паука в Zygoballus sexpunctatus. Экземпляры Z. sexpunctatus хранятся в Музее сравнительной зоологии, Британском музее, Публичном музее Милуоки, Американском музее естественной истории и Национальном музее исторической природы. Типовые образцы не известны.
Род Zygoballus содержит около двадцати видов, распространённых от США до Аргентины. Zygoballus классифицируется в подсемействе Salticinae семейства Salticidae (прыгающие пауки).

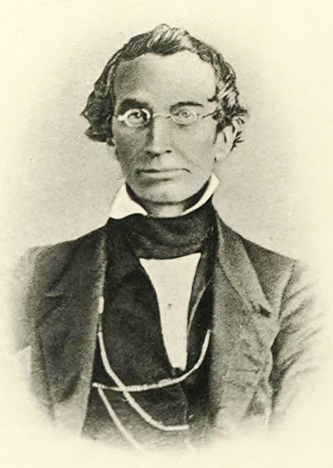
Николас Хентц, автор первого описания вида

Gastromicans sexpunctata, таксон, описанный Кандидо Фирмино де Мелло-Лейтао в 1945 году, был перемещён в род Zygoballus, но существование Zygoballus sexpunctatus (Hentz, 1845) сделало Zygoballus sexpunctatus (Mello-Leitão, 1945) «занятым именем». Чтобы не нарушать принцип омонимии Международного кодекса зоологической номенклатуры, арахнолог из Аргентины Мария Елена Галиано, которая осуществила изменение родового отнесения, создала новый видовой эпитет, переименовав вид Мелло-Лейтао в Zygoballus melloleitaoi Galiano, 1980.

## Описание

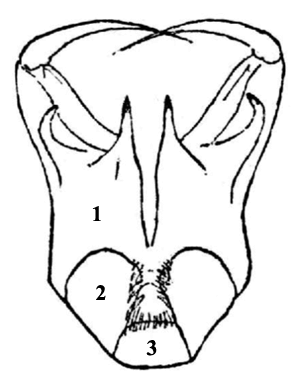
Ротовые органы самца (снизу): 1 — хелицеры, 2 — максиллы, 3 — лабиум

По данным американского арахнолога Бенджамина Кастона (1906—1985), длина тела взрослых самок составляет 3,5—4,5 мм, а самцов — 3—3,5 мм. Однако в более раннем описании Пекхэмов длина тела самок составляет 3 мм, а самцов — 3—4,5 мм.
Головогрудь Z. sexpunctatus имеет цвет от бронзового до чёрного. Как и у всех пауков рода Zygoballus, головогрудь имеет форму коробки, наиболее широкую в области задних боковых глаз. Многочисленные белые или бледно-голубые чешуйки покрывают клипеус («лицо») и хелицеры. Это покрытие простирается по бокам карапакса, заканчиваясь за задними срединными глазами. У самцов нижняя губа составляет две пятых длины максиллы. Хелицеры самцов значительно увеличены и наклонены, каждая хелицера имеет заметный внутренний зуб и длинный изогнутый клык.
Ноги красновато-коричневые, иногда желтоватые, причём бёдра передней (первой) пары более тёмные и увеличенные, особенно у самцов. Передние ноги имеют три пары длинных шипов на вентральной поверхности голени и две пары шипов на голени. Пекхэмы приводят следующие измерения длины ног самца, начиная с передней пары: 3,7 мм, 2,2 мм, 2 мм, 3 мм. У самок четвёртая пара ног самая длинная. Педипальпа у самца имеет один голенный отросток, который постепенно сужается.
Брюшко от бронзового до чёрного цвета с белой полосой у основания и двумя белыми поперечными полосами. Поперечные полосы часто разрываются, образуя шесть пятен. Однако некоторые или все эти пятна могут отсутствовать.
Zygoballus sexpunctatus похож по внешнему виду на Zygoballus rufipes, с которым его ареал пересекается. Самца можно отличить от Z. rufipes по большому пятну белых чешуек в начале грудного склона (которого нет у Z. rufipes) и по форме пальпального бульбуса (копулятивный орган самца паука, расположенный на модифицированном последнем сегменте педипальпа, используемый для передачи спермы самке). Самку лучше всего отличить по форме эпигины (внешней половой структуры на нижней стороне брюшка).

## Среда обитания и распространение
Ареал вида простирается от Нью-Джерси до Флориды и на запад до Техаса, хотя чаще всего он встречается в южных штатах. Хентц собрал свой оригинальный экземпляр в Северной Каролине. В 1909 году Пекхэмы сообщили, что вид был собран из Северной Каролины, Флориды, Техаса, Луизианы и Миссисипи. В семилетнем исследовании видов пауков в западной части Миссисипи численность Z. sexpunctatus была названа «редкой». В однолетнем исследовании в округе Алачуа, Флорида, вид был назван «редким».
Образцы были собраны из нескольких экосистем, включая старые поля, леса речных террас, равнинные леса, скрэб из флоридской песчаной сосны, леса из сосны, аппалачские травяные луга и рисовые поля. Роберт и Бетти Барнс сообщили, что вид встречается на полях с бородачевником из семейства злаков по всему юго-восточному Пидмонту на востоке США. Вид обычно встречается в травяном слое (среди трав и других низкорослых растений) и может быть собран с помощью сачка.

## Поведение

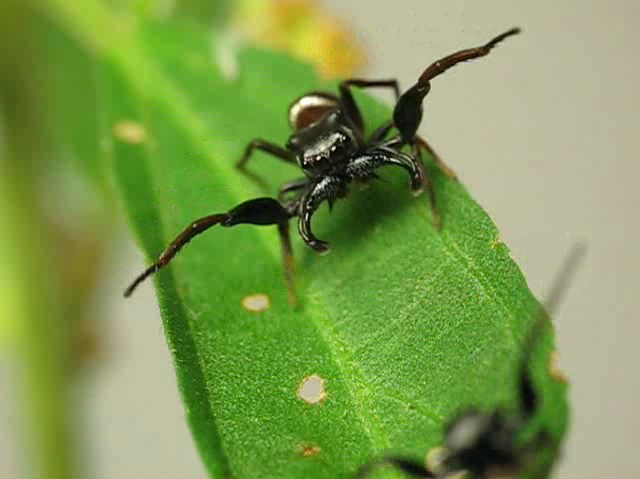
Ритуализированное агонистическое поведение между самцами Z. sexpunctatus

Самцы пауков Zygoballus sexpunctatus демонстрируют сложные ухаживания. Когда самец приближается к самке, он обычно поднимает и расставляет первую пару ног и вибрирует брюшком. Если самка восприимчива, она также часто вибрирует брюшком. Однако конкретные модели ухаживаний у разных особей различны.
Самцы Z. sexpunctatus демонстрируют ритуализированное агонистическое поведение при встрече с другими самцами того же вида. Это поведение может включать многие из тех же элементов, что и ухаживание, например, поднятие и разведение первой пары ног и вибрацию брюшка. Во время агонистической демонстрации самцы также выдвигают педипальпы и клыки. Смертельные атаки между самцами, однако, встречаются редко.

## Питание и экология
Как и большинство пауков, Zygoballus sexpunctatus — хищник, питающийся широким спектром беспозвоночной добычи. В рацион паука обычно входят мелкие насекомые, такие как тли и молодые гусеницы. Они также едят комаров и множество видов мелких пауков.
Осы, которые ловят и парализуют пауков в качестве источника пищи для их личинок, охотятся как на самцов, так и на самок пауков Z. sexpunctatus.

## Жизненный цикл
При исследовании популяций пауков в западном Теннесси было обнаружено, что паучата Zygoballus sexpunctatus вылупляются из яйцевых мешков в середине лета. Пауки впадали в зимнюю спячку в незрелом состоянии и достигали половой зрелости примерно в конце апреля.

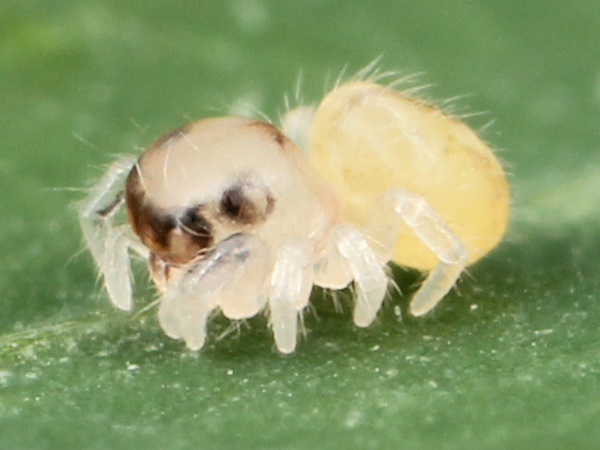
Личиночная стадия
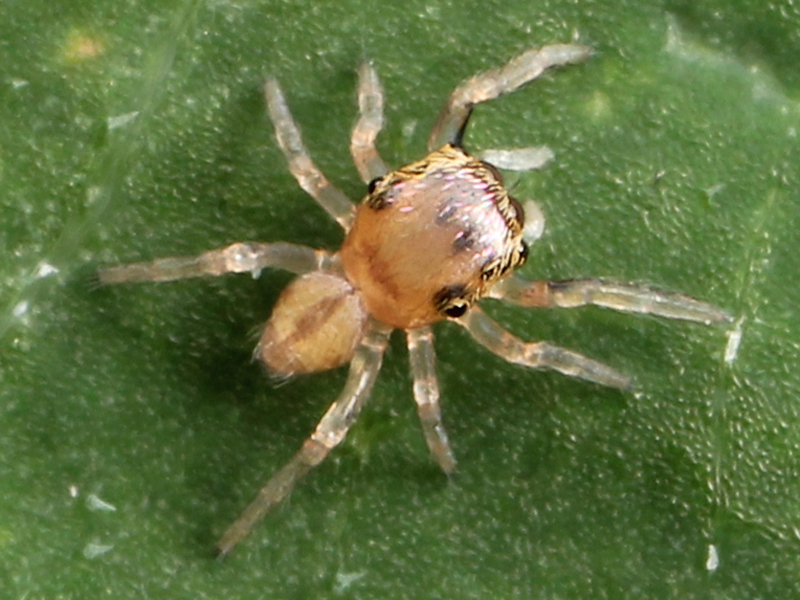
Первый возраст
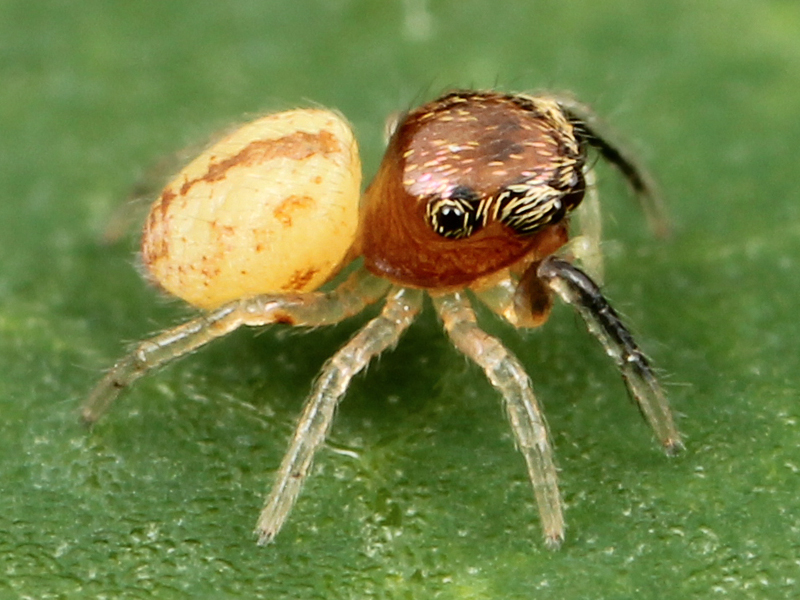
Молодой самец
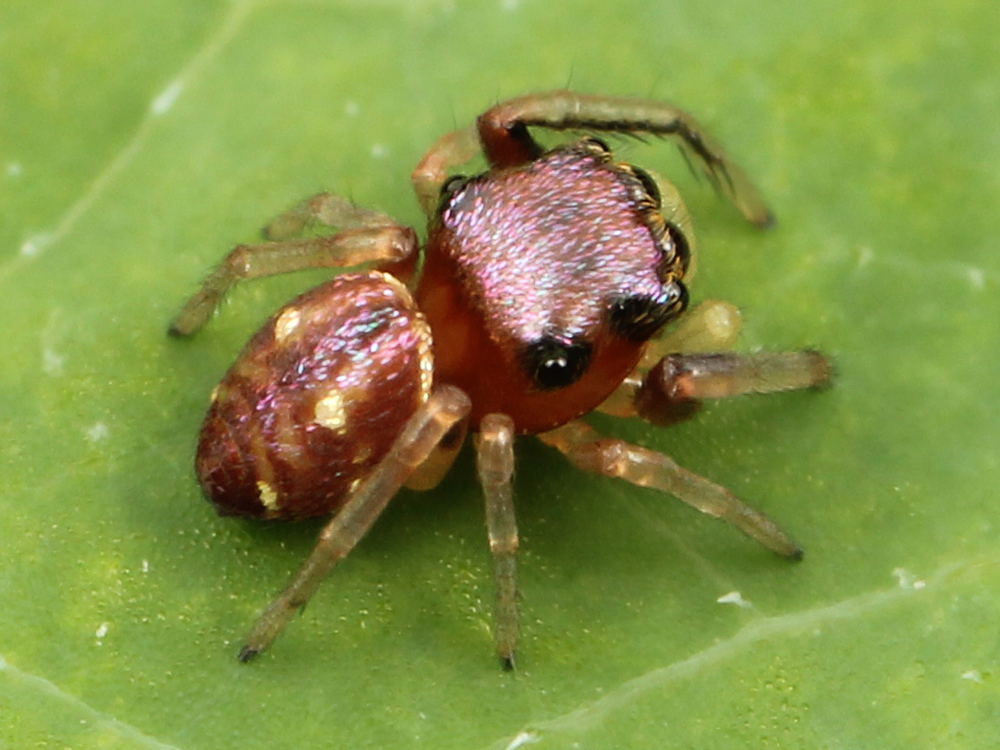
Молодой самец
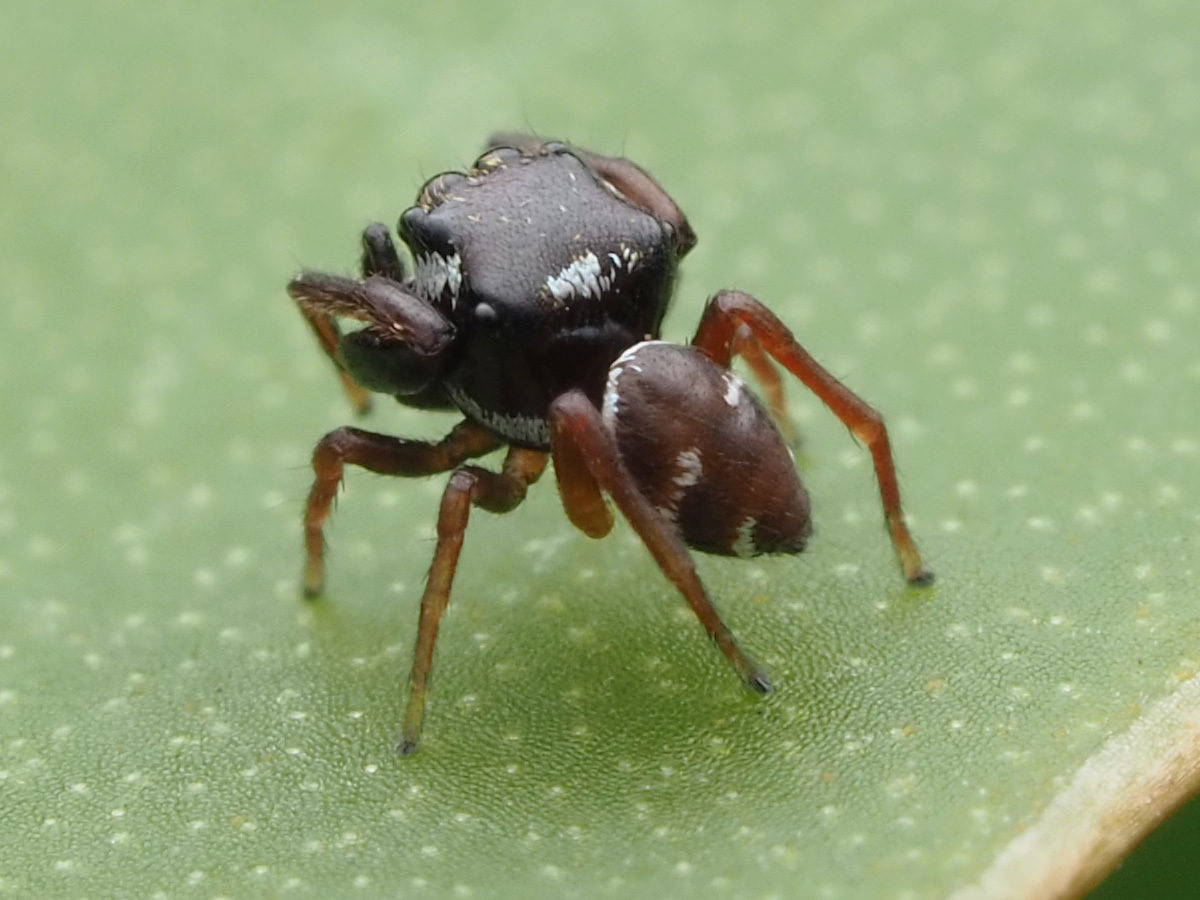
Взрослый самец